# Liste der Straßennamen in Arnis

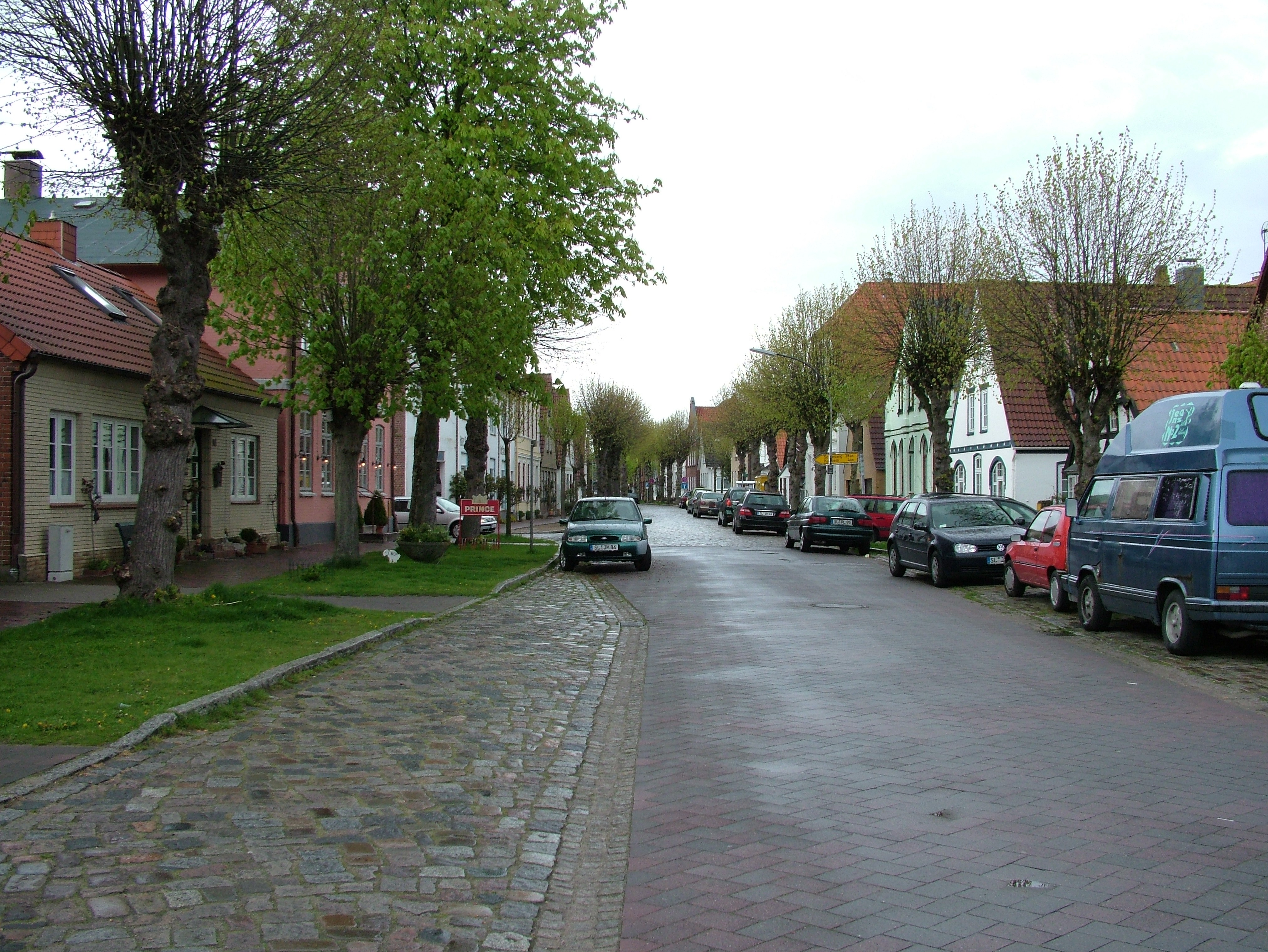
Die Lange Straße, zentrale Straße in Arnis

Die Liste der Straßennamen in Arnis listet alle Straßennamen der Stadt Arnis im Kreis Schleswig-Flensburg auf.
| Straßenname          | Länge | |
| -------------------- | ----- | --- |
| Am Sportplatz (Lage) | 180 m | benannt nach dem Sportplatz, zu dem sie parallel verläuft |
| Fährweg (Lage)       | 085 m | führt zur Fähre über die Schlei nach Sundsacker (Gemeinde Winnemark) |
| Lange Straße (Lage)  | 600 m | längste Straße und Mittelachse der Stadt, durchquert sie fast vollständig |
| Lindenweg (Lage)     | 120 m | benannt nach der Baumgattung Linde |
| Neuer Damm (Lage)    | 205 m | nach dem „Alten Damm“ (Verlängerung der Parkstraße, schon auf dem Gebiet der Gemeinde Grödersby) die zweite Straßenverbindung ins Umland, erbaut 1868, als Landesstraße 25 die Hauptanbindung von Arnis |
| Parkstraße (Lage)    | 290 m | führt zur Kirche, die von einem parkähnlichen Friedhof umgeben ist |
| Schulstraße (Lage)   | 115 m | benannt nach der Schule der Stadt |
| Strandweg (Lage)     | 480 m | führt an der Schlei entlang |